# ألبيرت اوبل
ألبيرت اوبل واسمه الكامل كارل ألبرت أوبل (بال) (بالإنجليزية: Albert Oppel) ولد يوم 19 ديسمبر 1831 وتوفي يوم 23 ديسمبر 1865 هو عالم حفريات ألماني.

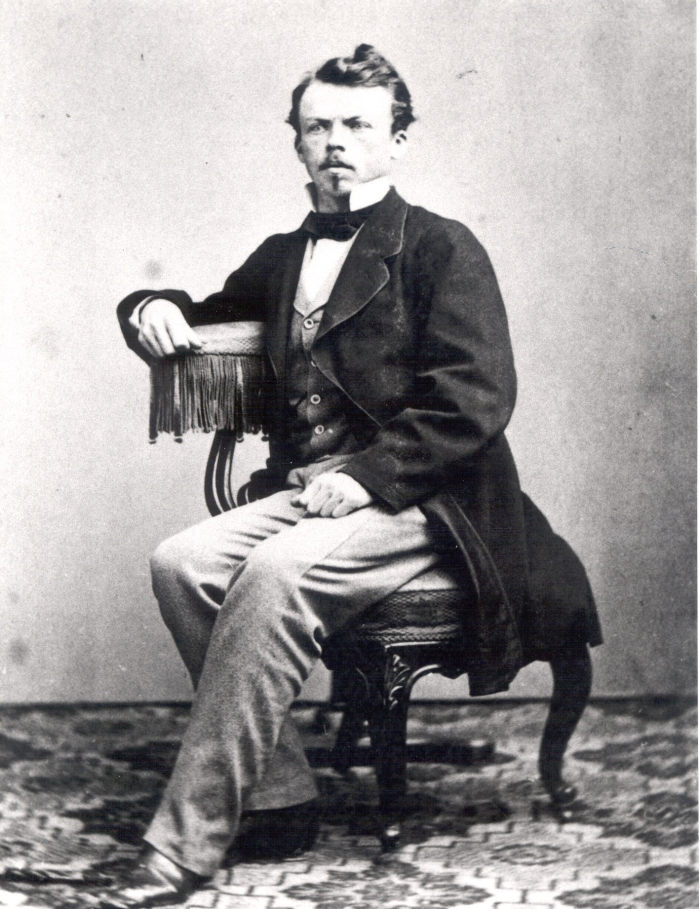
ألبيرت اوبل 1831-1865

## التاريخ
ولد في هوهنهايم في فورتمبرغ، في 19 ديسمبر 1831. ذهب أولاً إلى جامعة توبنغن، حيث تخرج مع درجة الدكتوراه. في 1853. ونشرت نتائج عمله في
«ما بين Die Juraformation Englands»، "Frankreichs und des südwestlichen Deutschlands" "1856-1858". ذهب إلى متحف الحفريات في ميونيخ في 1858 وأصبح مساعد هناك. في عام 1860 أصبح أستاذا لعلم الحفريات في جامعة ميونيخ. ثم بعد ذلك بعام، أصبح مدير مجموعة الباليونتولوجي. من بين أعماله الأخيرة، يمكن القول إن أهمها كان متحف بالانتولوجيك ميتشيلونغن آدم دي كونيغليشن بايرشين شتاتيس (1862-1865). توفي في 23 ديسمبر 1865 عن عمر يناهز الرابعة والثلاثين. وسميت ريدل Dorsum أوبل على القمر باسمه، كما هو جنس الجمبري الأحفوري Albertoppelia.

## الدراسات
كرس أوبل حياته لدراسة الحفريات وفحص طبقات رواسب العصر الجوراسي. واعتبر أنه أسس دراسة الطبقات الاستوائية للمنطقة واستخدام أحافير الفهرس، وهو المصطلح الذي أنشأه، لمقارنة الطبقات المختلفة. كما أنشأ مسرح Tithonian ، للطبقات (ما يعادل أساسا في بورتلاند الإنجليزية وبوربيك سرير) التي تحدث على حدود العصر الجوراسي والطباشيري. وقد تم منحه كرسي علم الحفريات في جامعة ميونيخ.

## روابط خارجية
- ألبيرت اوبل على موقع الموسوعة البريطانية (الإنجليزية)